# Campionati del mondo di ciclismo su strada 2015
I Campionati del mondo di ciclismo su strada 2015 (en.: 2015 UCI Road World Championships) si svolsero dal 20 settembre al 27 settembre 2015 a Richmond, negli Stati Uniti.

## Eventi

### Cronosquadre
Domenica 20 settembre
- Donne Élite, 24 km
- Uomini Élite, 38,60 km

### Cronometro individuali
Lunedì 21 settembre
- Donne Junior
- Uomini Under 23

Martedì 22 settembre
- Uomini Junior
- Donne Élite

Mercoledì 23 settembre
- Uomini Élite, 53,10 km

### Corse in linea
Venerdì 25 settembre
- Donne Junior, (Richmond-Richmond)
- Uomini Under 23, (Richmond-Richmond)

Sabato 26 settembre
- Uomini Junior, (Richmond-Richmond)
- Donne Élite, (Richmond-Richmond)

Domenica 27 settembre
- Uomini Élite, (Richmond-Richmond)

## Medagliere
| Pos.   | Nazione       | Oro | Argento | Bronzo | Totale |
| ------ | ------------- | --- | ------- | ------ | ------ |
| 1      | Stati Uniti   | 3   | 3       | 2      | 8      |
| 2      | Germania      | 2   | 1       | 2      | 5      |
| 3      | Francia       | 1   | 1       | 2      | 4      |
| 4      | Danimarca     | 1   | 0       | 1      | 2      |
| 5      | Austria       | 1   | 0       | 0      | 1      |
| 5      | Bielorussia   | 1   | 0       | 0      | 1      |
| 5      | Regno Unito   | 1   | 0       | 0      | 1      |
| 5      | Nuova Zelanda | 1   | 0       | 0      | 1      |
| 5      | Slovacchia    | 1   | 0       | 0      | 1      |
| 10     | Paesi Bassi   | 0   | 3       | 1      | 4      |
| 11     | Italia        | 0   | 2       | 0      | 2      |
| 12     | Australia     | 0   | 1       | 1      | 2      |
| 13     | Belgio        | 0   | 1       | 0      | 1      |
| 14     | Lituania      | 0   | 0       | 1      | 1      |
| 14     | Polonia       | 0   | 0       | 1      | 1      |
| 14     | Spagna        | 0   | 0       | 1      | 1      |
| Totale | Totale        | 12  | 12      | 12     | 36     |

## Sommario degli eventi
| Eventi                 | Oro                           | Tempo                      | Argento                          | Tempo   | Bronzo                        | Tempo   |
| Uomini Elite           |                               |                            |                                  |         |                               |         |
| Gara in linea dettagli | Peter Sagan Slovacchia        | 6h14'37" Media 41,866 km/h | Michael Matthews Australia       | a 3"    | Ramūnas Navardauskas Lituania | s.t.    |
| Cronometro dettagli    | Vasil' Kiryenka Bielorussia   | 1h02'29" Media 51,386 km/h | Adriano Malori Italia            | a 9"    | Jérôme Coppel Francia         | a 26"   |
| Cronosquadre dettagli  | BMC Racing Team Stati Uniti   | 42'07" Media 54,969 km/h   | Etixx-Quick Step Belgio          | a 11"   | Movistar Team Spagna          | a 30"   |
| Uomini Under-23        |                               |                            |                                  |         |                               |         |
| Gara in linea dettagli | Kévin Ledanois Francia        | 3h54'45" Media 41,410 km/h | Simone Consonni Italia           | s.t.    | Anthony Turgis Francia        | a 2"    |
| Cronometro dettagli    | Mads Würtz Schmidt Danimarca  | 37'10" Media 48,248 km/h   | Maximilian Schachmann Germania   | a 12"   | Lennard Kämna Germania        | a 21"   |
| Uomini Junior          |                               |                            |                                  |         |                               |         |
| Gara in linea dettagli | Felix Gall Austria            | 3h11'09" Media 40,742 km/h | Clement Betouigt-Suire Francia   | s.t.    | Rasmus Pedersen Danimarca     | a 1"    |
| Cronometro dettagli    | Leo Appelt Germania           | 37'45" Media 47,523 km/h   | Adrien Costa Stati Uniti         | a 17"   | Brandon McNulty Stati Uniti   | a 59"   |
| Donne Elite            |                               |                            |                                  |         |                               |         |
| Gara in linea dettagli | Lizzie Armitstead Regno Unito | 3h23'56" Media 38,188 km/h | Anna van der Breggen Paesi Bassi | s.t.    | Megan Guarnier Stati Uniti    | s.t.    |
| Cronometro dettagli    | Linda Villumsen Nuova Zelanda | 40'29" Media 44,463 km/h   | Anna van der Breggen Paesi Bassi | a 2"    | Lisa Brennauer Germania       | a 5"    |
| Cronosquadre dettagli  | Velocio-SRAM Germania         | 47'35" Media 48,660 km/h   | Boels-Dolmans Paesi Bassi        | a 7"    | Rabo-Liv Paesi Bassi          | a 56"   |
| Donne Junior           |                               |                            |                                  |         |                               |         |
| Gara in linea dettagli | Chloe Dygert Stati Uniti      | 1h42'16" Media 40,130 km/h | Emma White Stati Uniti           | a 1'23" | Agnieszka Skalniak Polonia    | a 1'28" |
| Cronometro dettagli    | Chloe Dygert Stati Uniti      | 20'18" Media 44,318 km/h   | Emma White Stati Uniti           | a 1'05" | Anna-Leeza Hull Australia     | a 1'26" |